# Eastergate
Eastergate est une ancienne paroisse civile et un village du Sussex de l'Ouest, en Angleterre.